# 메랄 악셰네르

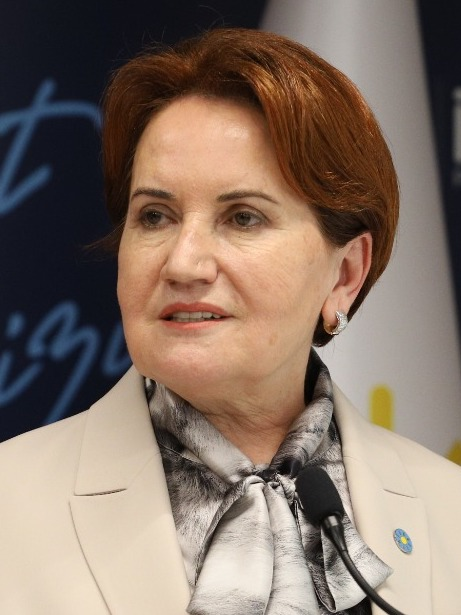
메랄 악셰네르

메랄 악셰네르(튀르키예어: Meral Akşener, 1956년 7월 18일 ~ )는 튀르키예의 정치인으로, 전직 내무장관 및 국회부의장이었다.

## 생애
코자엘리주 이즈미트 출신으로, 그의 부모는 1923년에 그리스에서 튀르키예로 이주한 튀르키예인 가문 출신이다. 이스탄불 대학교에서 역사학과를 졸업했으며, 마르마라 대학교 산하 사회과학 연구소로부터 역사학과 박사 학위를 받았다. 독실한 무슬림이어서 지지자들 사이에서는 암늑대를 의미하는 '아세나'(Asena)라는 별칭으로 부르기도 했다.
1994년까지 이을디즈 공과대학교, 코자엘리 대학교, 마르말라 대학교에서 정치학과 강사로 근무했고, 1995년 터키 총선거에서 터키 대국민의회 이스탄불주 선거구 정도당 후보로 출마하여 당선되면서 정계에 입문했다. 1996년 11월 8일부터 1997년 6월 30일까지 네즈메틴 에르바칸 내각에서 내무부 장관을 역임했으며, 2007년부터 2015년까지 터키 대국민의회 이스탄불주 선거구 민족주의자 운동당 의원을 역임했다.
2016년 국민행동당(MHP) 대표 데블레트 바흐첼리 대표에 맞서 당내 소장파를 이끌었으며, 2017년 10월 25일 좋은당을 창당해 대표직에 올랐다. 2018년 터키 대통령 선거에 출마해 7.3%를 득표했다.

## 역대 선거 결과
| 선거명      | 직책명        | 대수 | 정당   | 득표율 | 득표수      | 결과 | 당락 |
| ----------- | ------------- | ---- | ------ | ------ | ----------- | ---- | ---- |
| 2018년 선거 | 터키의 대통령 | 13대 | 좋은당 | 7.29%  | 3,649,233표 | 4위  | 낙선 |